# Hayato Hashimoto
Hayato Hashimoto (Fukui, 15 september 1981) is een Japans voetballer.

## Carrière
Hayato Hashimoto tekende in 2004 bij Omiya Ardija.